# 錐体細胞

正規化されたヒトの錐体細胞 (S, M, L) の分光応答度

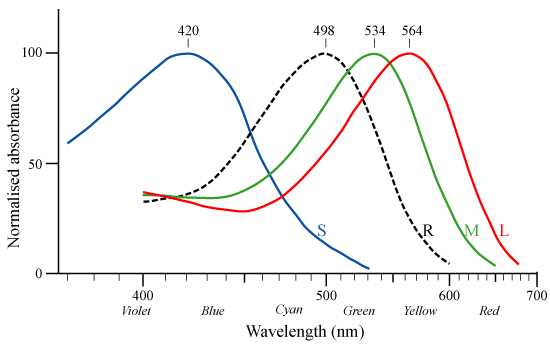
正規化されたヒトの錐体細胞 (S, M, L) と桿体細胞 (R) が含む視物質の吸光度

錐体細胞（すいたいさいぼう、英: cone cell）とは、視細胞の一種。名前はその形態から。網膜の中心部である黄斑に密に分布する。錐状体と呼ばれることもある。

## 概要
錐体細胞は異なる波長特性を持つ3種類があるため明暗感覚のみならず色感覚を生むが、感度が低いため充分な光量を必要とする。桿体細胞は1種類しかないため色感覚には関与しないが、感度が高い。暗所では錐体細胞はほとんど働かず、桿体細胞が働く。このため暗所では、物の形は判っても色ははっきりとは判らない。
光量が充分にある状況では、錐体のみが働き、桿体は視覚に寄与しない。このような明るいレベルでの視覚の状態を明所視（ 英: photopic vision）と呼ぶ。桿体のみが働く暗いレベルでの視覚の状態を暗所視（ 英: scotopic vision）と呼ぶ。明所視と暗所視の中間の、錐体も桿体も働くような光量レベルでの視覚の状態は薄明視（英: mesopic vision）と呼ぶ。

### 種類
錐体は分光感度によって3種類に分類される。短波長（Short）に感度のピークを持つS錐体、中波長（Medium）に感度のピークを持つM錐体、長波長（Long）に感度のピークを持つL錐体である。
感度のピークはS錐体が440nm付近、M錐体が540nm付近、L錐体が560nm付近とされる。また、その視物質の吸光波長のピークについては、S錐体が420nm、M錐体が530nm、L錐体が560nmにあるとされる。
それぞれの錐体は特定の範囲の波長に最も反応するタンパク質（オプシンタンパク質）を含む。

### 数と分布
網膜にある視細胞のうち、桿体の総数は約1億個で、錐体の総数は約700万個とされる。よって視細胞の約95%は桿体であり、錐体は非常に少ないと言える。
L、M、S錐体のうち、L錐体が最も多く、2番目に多いのはM錐体である。錐体の大部分はL錐体とM錐体が占める。S錐体は極めて少なく、錐体全体のうちの約2%しかない。
L錐体とM錐体の比率は、正常色覚の人々の間でも大きな個人差があることが明らかになっている。たとえば、ある男性被験者はL錐体が75.8%でM錐体が20.0%だったのに対して、別の男性被験者はL錐体が50.6%でM錐体が44.2%だったという報告もある。
人では錐体細胞が中心窩付近に集中し、桿体細胞はその周縁に存在する。そのため、暗所では中心視野での視力が低下する。

### 赤 (R) 錐体、緑 (G) 錐体、青 (B) 錐体の旧名称
L、M、S錐体はしばしば赤錐体、緑錐体、青錐体あるいはR錐体、G錐体、B錐体などの旧名称で呼ばれることもあるが、この名称は適切ではないため使用を避けるべきであると専門家からは考えられている。これには複数の理由がある。第一に、L錐体のピークの感度は赤ではなく黄緑の波長にあること。第二に、L、M、S錐体はそれぞれ赤、緑、青の感覚と直接的な関係にないこと。単一のタイプの錐体は吸収した光子の数に依存して応答するにすぎず、色を感じているわけではない。これは単一変数の原理と呼ばれる。
もっとも、1990年代以前には赤、緑、青錐体というのは一般的な名称で、専門家も広く使用していた。色覚研究者の内川惠二は1986年や1991年の論文では赤、緑、青錐体と呼んでいたが

、2000年にはL、M、S錐体に呼び変えている
。
阿山みよしは1983年や1989年にはR、G、B錐体と呼んでいたが

、1997年には「S, M, L錐体と呼ばれている. これらは各々B, G, R 錐体と呼ばれることもある」と併記し

、2006年にはL、M、S錐体のみで呼んでいる

。
色彩学、色彩工学の教科書を見ると、1980年『色彩工学の基礎』（池田光男）は錐体R、G、Bと呼び
、1997年『色彩学の基礎』（山中俊夫）や2001年『色彩学概説』（千々岩英彰）は赤、緑、青錐体と呼んでいるが

、2007年『色彩工学入門』（篠田博之・藤枝一郎）はL、M、S錐体のみで呼んでいる。
L、M、S錐体という呼称の使用例として古いものでは1985年の江島義道

、1990年の矢口博久などが見つけられる

。ジャッド賞受賞者としても知られる矢口は1990年代を通してすでに一貫してL、M、S錐体の呼称を使用している

。
ノーベル賞受賞者のデイヴィッド・ヒューベルの1988年の著書『Eye, Brain, and Vision』においてL錐体、M錐体、S錐体の呼称が好ましいとの記述が確認でき、専門家たちは1990年代ごろに呼称を切り替えていったと考えられる。
日本眼科学会は2005年に色覚に関する用語を大幅に改訂したが、その際、錐体が色を感じているという誤解のもとになる赤錐体・緑錐体・青錐体という呼称を旧名称とし、長波長感受性錐体（L-錐体）、中波長感受性錐体（M-錐体）、短波長感受性錐体（S-錐体）に改めた。これは日本医学会にも承認された。
欧米の学会誌では、赤錐体・緑錐体・青錐体という用語での論文は受け付けなくなっている。

## ヒト以外
シャコは、12‐16種の錐体を持ち、偏光なども感知できる。

## 脊椎動物の進化と錐体細胞の遺伝
脊椎動物の色覚は、網膜の中にどのタイプの錐体細胞を持つかによって決まる。魚類、両生類、爬虫類、鳥類には4タイプの錐体細胞を持つものが多い（4色型色覚）。よってこれらの生物は長波長域から短波長域である近紫外線までを認識できるものと考えられている。一方、霊長類以外のほとんどの哺乳類は錐体細胞を2タイプしか持たない（2色型色覚）。哺乳類の祖先の爬虫類は4タイプ全ての錐体細胞を持っていたが、初期の哺乳類は主に夜行性であったため、色覚は生存に必須ではなかった。結果、4タイプのうち2タイプの錐体細胞を失った。ヒトを含む旧世界の霊長類（狭鼻下目）の祖先は、約3000万年前、X染色体に新たな長波長タイプの錐体視物質の遺伝子が出現し、X染色体を2本持つメスのみの一部が3色型色覚を有するようになり、さらにヘテロ接合体のメスにおいて相同組換えによる遺伝子重複の変異を起こして同一のX染色体上に2タイプの錐体視物質の遺伝子が保持されることとなりX染色体を1本しか持たないオスも3色型色覚を有するようになった。これによって、第3の錐体細胞（緑）が「再生」された。3色型色覚は（ビタミンCや糖分を多く含む）赤色系の果実を緑の葉々のなかで発見するのに便利なので、生存の維持に有利だったと考えられる。
なお、時代を下ってヒトの色覚の研究成果より、ヒトが属する狭鼻下目のマカクザルに色盲がヒトよりも非常に少ないことを考慮すると、ヒトの祖先が狩猟生活をするようになり3色型色覚の優位性が低くなり、2色型色覚の淘汰圧が下がったと考えられる。色盲の出現頻度は狭鼻下目のカニクイザルで0.4％、チンパンジーで1.7％である。広鼻下目のヨザルは1色型色覚でありホエザルは狭鼻下目と同様に3色型色覚を再獲得している が、これらを除き残りの新世界ザル（広鼻下目）はヘテロ接合体のX染色体を2本持つメスのみが3色型色覚を有し、オスは全て色盲である。これは狭鼻下目のようなX染色体上での相同組換えによる遺伝子重複の変異を起こさなかったためである。ヒトは上記のような初期哺乳類と霊長目狭鼻下目の祖先のX染色体の遺伝子変異を受け継いでいるため、L錐体のみを保持したX染色体に関連する赤緑色盲が伴性劣性遺伝をする。男性ではX染色体の赤緑色盲の遺伝子を受け継いでいると色盲が発現し、女性では2本のX染色体とも赤緑色盲の遺伝子を受け継いでいる場合に赤緑色盲が発現する。なお、日本人では男性の4.50%、女性の0.165%が先天赤緑色覚異常で、白人男性では約8%が先天赤緑色覚異常であるとされる。

## 注と出典
1. 1 2  大田登『色彩工学 第2版』東京電機大学出版局、2001年、5-6頁。ISBN 4501618906。
2. ↑  納谷嘉信『産業色彩学』朝倉書店、1980年、37-39頁。ISBN 9784254210118。
3. 1 2 3  篠田博之、藤枝一郎『色彩工学入門 定量的な色の理解と活用』森北出版株式会社、2007年、42-44頁。ISBN 9784627846814。
4. ↑  Roorda A.; Williams D.R. (1999). “The arrangement of the three cone classes in the living human eye”. Nature 397 (6719):  520–522. Bibcode: 1999Natur.397..520R. doi:10.1038/17383. PMID 10028967.
5. ↑  内川惠二「色覚のメカニズム: 心理物理学的立場から」『光学』第15巻第5号、日本光学会、1986年。
6. ↑  内川惠二「色の表示と色覚認識」『日本印刷学会誌』第28巻第3号、日本印刷学会、1981年、doi:10.11413/nig1987.28.184。
7. ↑  内川惠二「二十世紀における視覚研究の足跡と展望:色覚研究の展開」『VISION』第12巻第3号、日本視覚学会、2000年、doi:10.24636/vision.12.3_117。
8. ↑  阿山みよし、池田光男「反対色応答曲線の測定」『日本色彩学会誌』第7巻第1号、日本色彩学会、1983年。
9. ↑  阿山みよし、黄江青、池田光男「色度図全域における明るさ効率比の測定」『光学』第18巻第10号、日本光学会、1989年。
10. ↑  阿山みよし「色覚メカニズムの基礎」『光学』第26巻第5号、日本光学会、1997年。
11. ↑  阿山みよし「1.2 視覚系と色評価」『画像電子学会誌』第35巻第4号、画像電子学会、2006年、doi:10.11371/iieej.35.362。
12. ↑  池田光男『色彩工学の基礎』朝倉書店、1980年、219頁。ISBN 9784254210125。
13. ↑  山中俊夫『色彩学の基礎』文化書房博文社、1997年、210-212頁。ISBN 9784830107801。
14. ↑  千々岩英彰『色彩学概説』東京大学出版会、2001年、32頁。ISBN 9784130820851。
15. ↑  江島義道「三色過程から反対色過程への変換機序—反対色応答関数 増分間特性を中心として一」『心理学評論』第28巻第1号、心理学評論刊行会、1985年、doi:10.24602/sjpr.28.1_87。
16. ↑  矢口博久「X, Y, Z の A, B, C ―測色学の基礎―」『VISION』第2巻第2号、日本視覚学会、1990年。
17. ↑  矢口博久「色覚と最先端の表色系」『日本色彩学会誌』第23巻第4号、日本色彩学会、1999年。
18. ↑  鯉田孝和「なぜ赤・緑・青錐体ではなくてL, M, S錐体と呼ぶの?」『VISION』第32巻第4号、日本視覚学会、2020年、doi:10.24636/vision.32.4_123。
19. 1 2  “日本医学会 医学用語辞典 WEB版：整理された用語＜色覚関連用語について＞”.   日本医学会. 2025年4月1日閲覧。
20. ↑  “色覚異常について”.   神奈川県医師会. 2025年4月1日閲覧。
21. ↑  Morrison, Jessica (2014-04). “シャコの「驚異の色覚」は幻想だった？”. Nature Digest 11 (4):  4–4. doi:10.1038/ndigest.2014.140404. ISSN 1880-0556.
22. ↑  “Mantis shrimp have the most complex eyes in the animal kingdom. Here’s why” (英語). www.discoverwildlife.com.   BBC. 2024年5月6日閲覧。
23. ↑  Franklin, Amanda M.. “Mantis shrimp have the world's best eyes—but why?” (英語). phys.org. 2024年5月6日閲覧。
24. 1 2  岡部正隆、伊藤啓 「1.4 なぜ赤オプシン遺伝子と緑オプシン遺伝子が並んで配置しているのか「第1回色覚の原理と色盲のメカニズム」 『細胞工学』7月号をWEBに掲載。
25. 1 2 3  三上章允 霊長類の色覚と進化 2004年9月18日。 京都大学霊長類研究所　東京公開講座「遺伝子から社会まで」 のレジュメ
26. ↑  研究の背景 [リンク切れ]
27. ↑  岡部正隆、伊藤啓 「1.6 女性で赤緑色盲が少ない理由「第1回色覚の原理と色盲のメカニズム」 『細胞工学』7月号をWEBに掲載。